# TBS 텔레비전
주식회사 TBS 텔레비전(일본어: 株式会社TBSテレビ)은 1955년에 설립된 간토 광역권을 대상으로 방송하는 일본의 민영방송사이다. 원래 텔레비전 방송과 라디오 방송을 겸업하였으나 2001년 10월 1일 라디오 방송을 자사인 TBS 라디오 & 커뮤니케이션즈으로 이행하여 지금은 텔레비전 방송만 담당하고 있다.
약칭은 TBS, 콜사인은 JORX-DTV이다.

## 개요
- 1980년대까지 드라마·버라이어티·보도 프로그램에서 강세를 보였으나 1990년대부터 침체기에 들어섰으며[1] 이 상황은 지금도 나아지지 않고 있다.
- 현재 TBS에서 방송하는 애니메이션은 주로 심야 애니메이션이며 황금시간대에 방송하는 애니메이션은 전부 마이니치 방송에서 제작하고 있다.
  - 최근에는 TBS에서 제작을 하면서도 방송은 독립 UHF방송국이 방송하는 애니메이션도 생겨나고 있으며 애니메이션 표현규제는 TV 도쿄보다 까다롭다고 한다(하지만 같은 JNN가맹국인 MBS·CBC의 규제는 꽤 느슨한 편이라고 한다).
- 울트라맨 시리즈를 방송한 것으로 유명하지만 울트라맨 80이후부터 제작된 울트라맨 시리즈(울트라맨 코스모스 제외)는 마이니치방송과 주부닛폰방송에서 제작했다.[2]
- 민영 텔레비전 방송국 중 유일하게 마지막까지 사금융업체 광고를 방송하지 않았지만 2001년 4월 1일부터 방송하기 시작했다.
- 노조의 힘이 다른 방송국보다 강한 편이다(실제로 TBS에서는 노조와의 계약에 따라 녹화연장예고를 하지 않으면 자정에 모든 촬영용 조명을 다 꺼버린다고 한다).
- CS방송을 통해 자사제작 뉴스 프로그램을 방송하는 TBS 뉴스버드와 자사의 과거 인기 프로그램을 방송하는 TBS채널이라는 2개 방송국을 운용하고 있다.

## 연혁

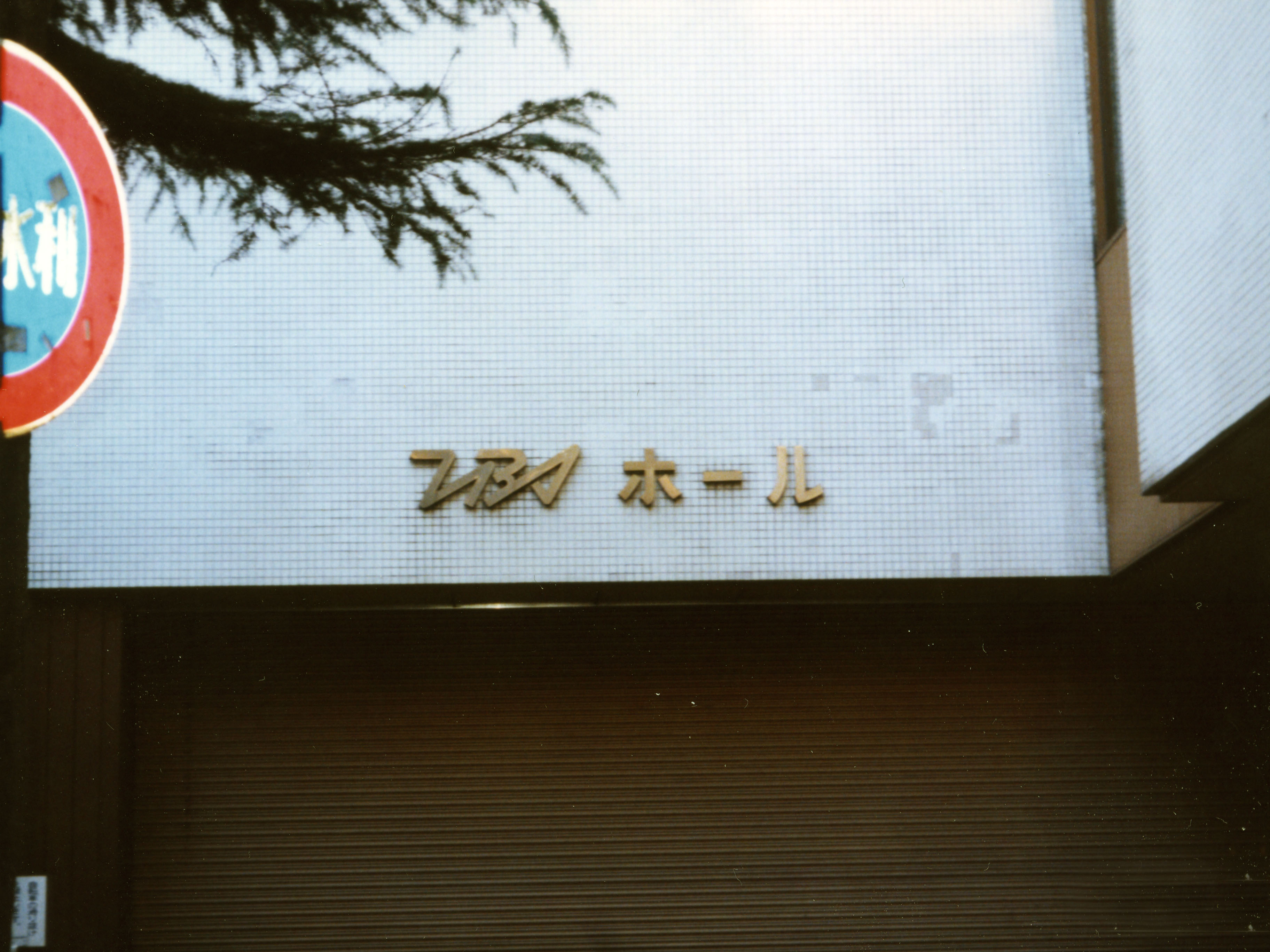
TBS홀 (1989년 촬영)

- 1951년 5월 17일 - 주식회사 라디오 도쿄 설립등기
- 1951년 12월 25일 - 도쿄도 지요다구 유라쿠정의 스튜디오에서 일본 6번째 민간 AM라디오방송 본방송 개시. (콜사인 JOKR, 주파수 1130KHz, 출력 50 kW)
- 1953년 8월 - 주파수를 950KHz로 변경
- 1953년 8월 - TBS 아카사카 미디어 빌딩 착공
- 1953년 12월 - 회사이름을 약칭인 "KRT"로 변경.(주식회사 라디오 도쿄의 영문표기인 Kabusikigaisha Radio Tokyo로부터 유래.)
- 1955년 3월 - TBS 아카사카 미디어 빌딩 준공
- 1955년 4월 1일 - 도쿄도 미나토구 아카사카에서 지상 아날로그 텔레비전 본방송 개시. (호출 부호 JOKR-TV, 채널 6, 영상 출력 10kW, 음성 출력 5kW)
- 1955년 4월 1일 - OP·ED에서 스튜디오 세트로 구성된 첫 흑백 OP·ED '사옥에서 맑은하늘까지'을 방영.
- 1958년 10월 31일 - 일본방송 최초로 VTR을 사용한 텔레비전 드라마 「나는 조개가 되고 싶다」방송 (VTR영상은 방송 전반부에 사용했으며 후반부는 생방송, 프로그램은 전편이 비디오테이프로 보존)
- 1959년 8월 1일 - 황태자 성혼 퍼레이드 중계 취재 협력을 기회로, 일본 최초의 뉴스 네트워크인 「JNN」결성
- 1960년 1월 17일 - 텔레비전 송신소를 아카사카에서 도쿄타워로 이전. 영상 출력 50kW, 음성 출력 12.5kW로 증력
- 1960년 9월 10일 - 컬러 텔레비전 본방송개시
- 1960년 11월 29일 - 주식회사 도쿄방송으로 상호를 변경하는 동시에, 약칭을 "TBS"로 정함
- 1961년 8월 - TBS 로고 제정(필기체, 1991년까지 사용)
- 1961년 10월 12일 - 아카사카 텔레비전 스튜디오근처에 본사 사옥 완성. 라디오 스튜디오 및 본사 기구를 이전
- 1961년 12월 1일 - 회사명 호칭을 TBS로 통일
- 1962년 - 일본 최초의 AM스테레오방송 실험 방송실시
- 1964년 10월 10일 - 도쿄 올림픽에 대비, 컬러 VTR 가동시작
- 1965년 5월 2일 - 라디오 네트워크 「JRN (Japan Radio Network)」결성
- 1967년 1월 15일 - 첫 컬러 텔레비전 드라마방송 개시
- 1968년 9월 30일 - 저녁뉴스 컬러방송 실시와 더불어 컬러 필름에 의한 뉴스 취재 개시
- 1971년 11월 - 라디오의 출력을 100 kW에 증강
- 1973년 1월 - OP·ED에서 스튜디오 세트로 구성된 첫 컬러 OP·ED '유리봉'을 방영.
  - 90초 버전으로 방영되었으며 1987년 9월까지 방영되었다가 OP·ED를 30초 버전으로 방영되었으며 1991년 9월까지 방영이 되었다.
- 1974년 11월 19일 - 간사이 지방의 네트워크 준 중심방송국을 아사히 방송에서 마이니치 방송(MBS)으로 변경.
- 1977년 8월 29일 - 일본 최초의 3시간 드라마「바다는 되살아난다」방송.
- 1978년 11월 20일 - 텔레비전음성다중방송을 개시
- 1978년 11월 23일 - ITU(국제 전기통신 연합)의 결정으로 라디오의 주파수가 9KHz 배수로 설정. 이에 따라 이 날 오전 5시에, 주파수를 954kHz로 변경
- 1983년 11월 - 텔레비전 음성다중방송 본방송 개시
- 1986년 4월 - 텔레비전 문자다중방송 본방송 개시
- 1987년 10월 - 텔레비전 24시간 방송 개시
- 1989년 10월 2일 지쿠시 데쓰야를 메인 캐스터로 기용한 뉴스 프로그램 "NEWS23[3]"이 시작되었다.
- 1990년 11월 - TBS 방송센터 착공 (아카사카 5메쵸 3번 6호)
- 1990년 12월 2일 - 창립 40주년 기념사업으로 본사 특파원을 태운 우주선을 카자흐스탄 바이코누르 우주 기지에서 쏘아 올린다〈TBS 우주 프로젝트〉
- 1991년 10월 1일 - TBS 로고 변경 제정 (1994년까지)
- 1992년 3월 15일 - 라디오 AM스테레오 방송의 본방송을 개시
- 1994년 10월 3일 - 현사옥 「TBS 방송 센터 (일명 빅 햇)」로 이전에 따라, CI 변경
- 1995년 1월 10일 - 구사옥 아카사카 미디어 센터는 철거 개시
- 1995년 4월 1일 - 대한민국에 뉴스채널 YTN 보도협정 제휴
- 1995년 4월 25일 - 대한민국의 YTN사옥에 위치 한 TBS서울지국 개소
- 1998년 4월 1일 - CS방송 「JNN 뉴스버드」방송 개시
- 2000년 3월 21일 - 자회사로서 라디오 부문을 담당하는 주식회사 TBS 라디오 & 커뮤니케이션즈, 텔레비전 오락 프로그램 제작을 당담하는 주식회사TBS 엔터테인먼트, 텔레비전 스포츠 프로그램 제작을 당담하는 주식회사TBS 스포츠를 설립 및 분사화
- 2000년 12월 1일 - BS디지털 방송 「BS-i」(현 BS-TBS/디지털 BS 6ch) 방송 개시
- 2001년 3월 1일 - 정보 프로그램·정보 생방송 프로의 제작을 당담하는 주식회사 TBS 라이브를 설립 및 분사화.
- 2001년 10월 1일 - 중파 방송국의 면허(콜사인：JOKR)를 주식회사 TBS 라디오 & 커뮤니케이션즈에 승계. 이에 맞추어 텔레비전 방송국의 콜사인을 변경(JOKR-TV→JORX-TV, 호출 명칭을 「도쿄방송」에서 「TBS 텔레비전」으로 변경).
- 2002년 7월 1일 - CS방송국 「TBS채널」방송 개시.
- 2003년 7월 1일 - 계열사인 주식회사 기노시타 프로덕션을 상호 변경 및 자회사화, 사실상 제2 엔터테인먼트 제작 분사가 되는 주식회사 드리맥스·텔레비전을 설립.
- 2003년 12월 1일 - 지상 디지털 텔레비전 방송의 본방송 개시.
- 2004년 10월 - TBS 엔터테인먼트, TBS 스포츠, TBS 라이브등 자회사 3사가 재합병해 주식회사 TBS TV 발족.
- 2006년 3월 1일 - 프로그램 전체 하이비전화
- 2008년 3월 28일 - 도쿄방송 아카사카 미디어 센터 부지에 복합문화시설인 아카사카 사카스 개관
- 2006년 4월 1일 - 지상 디지털 텔레비전 원세그의 본방송을 개시 및 간토 구역내의 보도 취재가 하이비전화
- 2009년 4월 1일 - 이전의 방송사업자인 주식회사 TBS TV에서 방송면허를 승계받는 방식으로 지주회사인 주식회사 도쿄방송 홀딩스를 설치.
- 2011년 7월 24일 - 디지털 텔레비전 방송 전환. 지상파 아날로그 텔레비전 본방송 종료
- 2013년 5월 31일 - 이날 오전 9시를 기해 도쿄 스카이트리를 통한 전파송출 시작.
- 2014년 4월 6일 - TBS서울지국을 YTN상암신사옥 YTN뉴스퀘어에 이전
- 2015년 3월 31일 - 이날 정오를 기해 BS디지털 위성을 통해 송출하던 난시청지역용 지상파 동시방송을 중단.

## 보충 서술
- 1959년 뉴스 네트워크 JNN 설립 당시 특정신문의 논조를 강조하지 않는 조건으로 지역 방송국에 참가를 요청했으며 이에 지역 신문이 설립에 관여했던 지역 방송사들은 요미우리 신문의 색채가 강했던 니혼 TV와 네트워크 관계를 맺는 대신 JNN에 많이 가맹하였다.
- 2004년부터 도쿄 방송 자체에서 프로그램 제작을 실시하고 않으면서 방송송신 및 회계를 제외한 TV 방송 사업에 관한 대부분의 업무를 프로그램 제작 회사로 설립된 주식회사 TBS TV 에 업무 위탁하고 있었고 2009년 4월이 되면 방송 지주 회사 TV 방송 사업에관한 모든 권리를 TBS TV로 넘겼다.
- TBS는 보통 24시간 방송을 하지만 심야 3~4시경에 홈쇼핑을 방송하며 그 후 TBS 뉴스버드(관동로컬)를 편성해 방송한다. 일요일에는 거의 정기적으로 정파를 실시한다.

## 방영 중인 프로그램

### 뉴스
- news23 (월-목 23:00 - 23:56, 금 23:30 - 24:15)
- 마룻토! 새터데이 (일본어) (토 5:30 - 7:00)
- 뉴스특보 (일본어) (토 17:30 - 18:50)
- 선데이 모닝 (일본어) (일 8:00 - 9:54)
- N스타 (일본어) (일 17:30 - 18:00)

### 시사교양
- THE TIME, (일본어) (평일 4:30 - 8:00)
- 히루오비! (일본어) (평일 10:25 - 13:55)
- 신 정보 7DAYS 뉴스 캐스터 (토 22:00 - 23:24)
- 아라이 에리나의 웨더 뉴스 캐스터 (토 23:24 - 23:30)

### 음악
- 카운트다운TV 토요일
- CDTV LIVE LIVE

### 드라마
- TBS 화요드라마 (TBS 火曜ドラマ)
  - TBS 화요드라마의 작품 목록
- TBS 금요드라마 (TBS 金曜ドラマ)
  - TBS 금요드라마의 작품 목록
- TBS 일요극장 (日曜劇場)
  - TBS 일요극장 드라마 작품 목록
- 드라마스페셜 (ドラマ特区)
  - 드라마스페셜의 작품 목록

## 종영한 프로그램

### 드라마
(한국어 번역 오름차순)
- 러브스토리 (Love Story)
- 백야행 (白夜行)
- 뷰티풀 라이프 (Beautiful life)
- 사랑하고파 (恋がしたい恋がしたい恋がしたい)
- 스무살의 연인 (ハタチの恋人)
- 아리요사라바 (アリよさらば)
- 아빠와 딸의 7일간 (パパとムスメの7日間)
- 언덕 위의 해바라기 (丘の上の向日葵)
- 오렌지 데이즈 (オレンジデイズ)
- 에코에코 아자락
- 친구의 연인 (友達の恋人)
- 프렌즈 (フレンズ)
- 한도쿠!!! (ハンドク!!!)
- JIN -진- (JIN-仁-)
- Y씨의 이웃 (Y氏の隣人)

### 예능
- 아이치테루 (アイチテル)

## 도쿄도에 있는 다른 방송국

### 텔레비전 방송국
- NHK 방송 센터(라디오 겸영)
- TV 아사히(EX)(ANN 중심방송국)
- 후지 TV(CX)(FNN·FNS 중심방송국)
- 닛폰 TV 방송망(NTV)(NNN·NNS 중심방송국)
- TV 도쿄(TX)(TXN 중심방송국)
- 방송대학학원(독립 텔레비전 방송국,민간 비영리 방송국)
- TOKYO MX(독립 텔레비전 방송국)

### 라디오 방송국
- 분카 방송(QR, NRN 계열)
- 닛폰 방송(LF, NRN 계열)
- TBS 라디오 & 커뮤니케이션즈(TBS, JRN 계열)
- FM도쿄(JFN 계열, 도쿄도만 방송구역)
- J-WAVE(JAPAN FM LEAGUE 계열, 도쿄도만 방송구역)
- FM인터웨이브(MegaNet 계열, 도쿄도 주변 일부지역이 방송구역에 포함)

## 사건사고
1980년대 후반부터 현재까지 다른 방송국과 달리 엄청난 양의 불상사가 일어나고 있으며 이러한 사고에 대한 통보나 사과가 다른 방송국보다 늦은편으로 일부 사람들은 이러한 TBS의 자세는 비난을 피하려는 술책이라고 생각하고 있다.
- 1995년 10월 니혼테레비가 옴진리교에 맞서 싸웠던 사카모토 쓰쓰미(坂本堤) 변호사가 출연했던 TBS의 와이드쇼 프로그램이 방송 직전 옴진리교에 유출되었다는 보도를 했고 TBS측은 이를 부정하다가 1996년 3월 25일 사장이 공식적으로 사과하면서 이 사건에 대한 TBS의 과실을 인정했으며 이로 인해 TBS는 모든 와이드쇼 프로그램을 중단하기로 결정한다.
- 2001년 10월 16일 음악 프로그램인 우타방 수록 중 당시 아이돌 그룹 모닝구무스메에 소속되었던 곤노 아사미(현재는 모닝구무스메 졸업)가 스튜디오 내부에 있었던 90 cm 정도의 도랑에 빠져 부상을 당했다.이로 인해 데뷔를 앞두고 있던 곤노는 모든 일정을 연기해야만 했다.
- 2002년 5월 5일 근육순위라는 스포츠 버라이어티 프로그램에서 출연자가 다치는 사고가 발생해 프로그램이 중단되었다.
- 2003년 3월 29일 자회사인 TBS 엔터테인먼트 미디어추진국 부이사가 공금을 횡령하는 사건이 밝혀졌으며 이 이사는 해고되었다.
- 2003년 11월 2일 선데이 모닝이라는 일요일 와이드쇼에서 이시하라 신타로 도쿄도지사가 「 나는 한일 합병의 역사를 100% 정당화 할 생각이 없다.」라는 말의 자막에서 정당화할 생각이다.로 표기해 보도했으며 이 사건으로 인해 이시하라 도지사가 TBS를 고소하는 일이 일어났지만 훗날 화해했다고 한다.
- 2005년 5월 11일 자사 홈페이지에서 연재하고 있던 칼럼이 다른 신문사의 기사를 도용한 것으로 밝혀져 당시 기사를 도용한 스포츠국 담당부장이 해고되는 일이 일어났다.
- 2006년 5월 6일 자사의 건강 정보 프로그램에서 콩을 이용한 다이어트 방법을 방송했는데 이로 인해 격렬한 구토나 설사증상을 호소한 사람들이 나오자 「콩을 생으로 먹으면 배탈이 날 우려가 있다」라는 문구를 웹페이지에 띄우고 이 프로그램과 관련된 사람들을 문책했지만 일본 총무성은 이 문제에 대해 면허박탈이나 전파정지 다음으로 무거운 처분인 행정지도 처분을 내렸다.[4]
- 2006년 8월 자사 제작 특별 스포츠 버라이어티 프로그램 KUNOICHI 녹화 중 출전자가 감전되는 사고가 일어났으며 조사결과 TBS측이 다른 참가자에서 사고에 대한 설명을 하지 않았을뿐더러 경찰이나 소방서에 이 사고를 신고하지 않았다는 사실이 밝혀졌다.
- 2007년 3월 28일에는 같은 해 1월 22일 방송된 아침 뉴스 프로그램 미노몬타의 아사즈밧!에서 일본의 제과업체 후지야의 유통기한마감 원재료 사용문제 보도중 근거없는 자료를 통해 후지야를 비판한 사실이 밝혀졌으며 TBS측은 잘못을 인정하고 사죄를 했지만 정보의 날조에 대해서는 부정했다.
- 2010년 2월 27일 칠레 지진 발생 당시 방송된 쓰나미 경보에서 일본 기상청에서 제공한 경보화면에서 일본영토인 쓰시마를 지워버려 쓰시마 지역의 항의를 받았다.
- 2011년 7월 3일 불꽃체육회 TV 슛 복싱대결2에서 대한민국의 복싱 선수 임수정은 일본 개그맨 세 명과 3대 1로 총 3라운드의 격투시합을 벌였었다. 그러나 경기가 시작되자 이들 세 명은 그녀를 일방적으로 구타했다. 특히 개그맨 중 카스가 토시아키는 대학 때 럭비 선수로 활동했고 2007년 K-1 트라이아웃에도 참가한 등 격투기에 관심이 있었으며 첫 번째 라운드에 임수정에게 하이킥을 날리고 이어 니킥, 로우킥을 연달아 날리는 등 임수정을 공격했다. 이번 사건이 알려지며 논란이 커지자 임수정은 29일 한국언론과의 인터뷰에 "방송국에 속았다"며 "섭외 요청이 왔을 때는 진짜 경기가 아닌 '쇼'라고 들었다"며 억울한 심정을 내비쳤다. 또한 이 격투 시합으로 이미 부상을 입었던 다리의 상태가 악화돼 현재 병원 치료를 받아야 할 수준이라고 전했다. 이 소식을 접한 한국 누리꾼들은 격양된 반응을 보였다. 특히 프랑스 출신의 탤런트 파비앙 에비뉴는 자신의 미니홈피에 "열받아. 며칠전에 뉴스보다가 임수정 K1선수 사건을 보고 정말 미친x들이라고 생각했다" "근데 방금 동영상봤어. 돌아버리겠네 진짜. 정말 너무 화가나" "3대 1 나랑해볼래? 이 돈까스 같은 x들"이라는 글들을 게재했다. 현재까지 TBS는 아직까지 이에 대한 입장을 취하지 않고 있다.

## 같이 보기
- 요코하마 베이스타스 - 1978년~2011년까지 도쿄 방송이 운영에 관여한 프로 야구 구단.
- YTN - 대한민국 내 보도 협정을 제휴한 방송사.